# Hiério (retor)
Hiério (em latim: Hierius) foi um estudioso romano do século IV. Nativo da Síria, iniciou sua carreira como gramático grego, mas posteriormente passou a lecionar latim, vindo a destacar-se no ensino de ambas as línguas. Foi retor em Roma e Santo Agostinho dedicou seu primeiro livro a ele. Esse Hiério presumivelmente pode ser associado ao indivíduo mencionado em duas subscrições contidas nas Declamações de Pseudo-Quintiliano.